# Höjdetjärnet (Gunnarskogs socken, Värmland)
Höjdetjärnet är en sjö i Arvika kommun i Värmland och ingår i Göta älvs huvudavrinningsområde.